# Innerer Wert
Der innere Wert (englisch intrinsic value) gibt in der Finanzanalyse, insbesondere der Fundamentalanalyse, den rechnerischen Wert eines Unternehmens oder eines Finanzinstruments an, der diesem aufgrund von betriebswirtschaftlichen Kennzahlen oder Bilanzierungsregelwerken beigemessen wird („angemessener Wert“).

## Bedeutung
Der innere Wert ist stets ein rechnerischer, theoretischer Wert, der sich vom Börsenpreis, Kurswert oder Marktwert unterscheiden kann, zu dem ein Finanzinstrument aktuell etwa an der Börse gehandelt wird. Während sich diese Werte aus Angebot und Nachfrage ergeben, ist der innere Wert das Ergebnis einer mathematischen Berechnung oder Prognose.
Dieses Konzept lässt sich auch auf jedes andere ökonomische Gut, auf ökologische Ressourcen und auf materielle wie immaterielle Güter übertragen.
Liegt ein Kurs- oder Marktwert unter dem inneren Wert, spricht man von Unterbewertung (englisch underperformance), im umgekehrten Fall von Überbewertung (englisch overperformance). Es besteht die Tendenz, dass sich unter- oder überbewertete Finanzinstrumente zum inneren Wert hinbewegen. Bei Marketperformern stimmen Kurs- oder Marktwert mit dem inneren Wert überein.

## Geschichte und Numismatik
Ausgangspunkt des inneren Wertes ist die Numismatik gewesen. Hier war 1839 der „innere Geldwert“ rechtlich das in Münzen enthaltene und aus ihrem Gesamtgewicht („Schrot“) und seinem Edelmetallfeingehalt („Korn“) bestimmte Edelmetallfeingewicht. Volkswirtschaftlich wurde im Metallismus der „innere Tauschwert“ des Geldes diskutiert, wobei sich dieser Wert allein aus dem Metallwert des in Münzen vorhandenen Edelmetalls bestimme. Am inneren Wert orientiert sich heute der Nennwert einer Münze. Liegt der Nennwert erheblich unter dem inneren Wert, so verliert die Münze ihren Charakter als gesetzliches Zahlungsmittel und wird zur Anlagemünze.

## Ermittlung des inneren Wertes

### Unternehmen
Die gebräuchlichste Methode zur Ermittlung des inneren Wertes eines Unternehmens in der Finanzanalyse ist das Discounted Cash-Flow-Verfahren (DCF). Der Unternehmenswert wird hierbei in Form des Barwertes von Zukunftserfolgen definiert.
Bei zu liquidierenden Unternehmen entspricht der Unternehmenswert hingegen dem Substanzwert, der sich bilanziell aus der Differenz zwischen dem Marktwert der Aktiva und den Verbindlichkeiten (Reinvermögen).  Die Aktiva setzen sich aus materiellen und immateriellen Realgütern und Nominalgütern zusammen. Der Substanzwert eines Unternehmens ergibt sich aus der Summe der Einzelwerte aller betrieblichen Vermögensgegenstände zum Fair value des Bewertungsstichtages abzüglich der Schulden und Rückstellungen.
Bei der Bilanzierung einer Unternehmensübernahme ergibt sich im Rahmen der Kaufpreisallokation eine Differenz aus dem inneren Wert beziehungsweise Kaufpreis und dem Substanzwert, welche als Firmenwert und/oder sonstiger immaterielle Vermögenswert aktiviert wird. Diese Differenz fügt dem Substanzwert die Marktpotenziale des Unternehmens hinzu.
Da die verschiedenen Bewertungsmethoden (etwa Sachwert- oder Ertragswertverfahren) zu verschiedenen Ergebnissen führen, kann man bei Unternehmen nicht von einem absoluten inneren Wert sprechen, sondern nur von einer Bewertungsspanne (siehe auch: Kursziel). Durch Kombination mehrerer Analysemethoden lässt sich die Zuverlässigkeit der Bewertung erhöhen. Bei komplexen Mischkonzernen liegt deren Börsenwert häufig unter einem theoretischen inneren Wert. Diese Differenz wird Konglomeratsabschlag genannt.

### Aktien
Der innere Wert des Eigenkapitals (Marktwert) entspricht theoretisch dem Barwert der erwarteten künftigen Netto-Dividenden, diskontiert mit dem Eigenkapitalkostensatz der Aktionäre. Der Bilanzkurs ermittelt den inneren Wert einer Aktie auf Grundlage der Eigenkapitalsubstanz einer Aktiengesellschaft. Der Bilanzkurs ist die Messzahl des inneren Werts. Der relative Bilanzkurs {\displaystyle BK_{\text{rel}}} ist das Verhältnis zwischen Eigenkapital {\displaystyle EK} und Grundkapital {\displaystyle GK}:
{\displaystyle BK_{\text{rel}}={\frac {EK}{GK}}\cdot 100},
während der absolute Bilanzkurs {\displaystyle BK_{\text{abs}}} dem Produkt aus {\displaystyle BK_{\text{rel}}} und Nominalwert der Aktie {\displaystyle NW} entspricht:
{\displaystyle BK_{\text{abs}}=BK_{\text{rel}}\cdot NW}.

### Optionen
Der innere Wert bezeichnet bei Optionen den Teil des Optionspreises, den die Option bei sofortiger Ausübung erzielen würde. Der innere Wert ist die Differenz aus dem aktuellen Kurswert des Basiswerts und dem Ausübungspreis. Liegen die Optionsprämien über dem inneren Wert, wird vom Zeitwert gesprochen; ist der innere Wert Null, besteht der Optionspreis nur aus dem Zeitwert.
Der innere Wert {\displaystyle IW} errechnet sich bei Kaufoptionen aus dem aktuellen Kurswert des Basiswerts {\displaystyle BW} abzüglich Basispreis {\displaystyle BP}:
{\displaystyle IW=BW-BP},
bei Verkaufsoptionen entsprechend
{\displaystyle IW=BP-BW}.
Nur bei Optionen „im Geld“ gibt es einen inneren Wert, die übrigen („am Geld“ und „aus dem Geld“) haben einen inneren Wert von Null; weil sie nicht ausgeübt werden, kann ihr innerer Wert nicht negativ sein. 
Bei jederzeit ausübungsfähigen Optionen (amerikanische Option) ist der innere Wert stets höchstens so hoch wie der theoretische Wert. Ist die frühzeitige Ausübung der Option nicht möglich (europäische Option), dann kann der innere Wert auch über dem theoretischen Wert liegen.
Der theoretische Wert von Optionen wird mit Hilfe von Optionspreismodellen berechnet (siehe Optionspreistheorie).

## Effizienz von Finanzmärkten
Es gibt umfangreiche ökonomische Debatten über das Verhältnis von innerem Wert und Marktwert. Die Markteffizienzhypothese geht davon aus, dass an Finanzmärkten die Marktwerte stets gleich den inneren Werten sind. Hierfür gibt es praktische Gegenbeispiele in Form von dokumentierten Marktineffizienzen, zum Beispiel aus der Zeit des Neuen Marktes. Außerdem bleibt unklar, welcher innere Wert hier angesichts der verschiedenen Bewertungsmethoden gemeint ist. Reinhard Schmidt ging von ineffizienten Märkten aus und interpretierte den inneren Wert von Aktien als eine Art der Kursprognose.
Bei Waren geht die Fachliteratur davon aus, dass deren Fundamentaldaten dem normalen oder inneren Wert entsprechen, so dass jede Änderung der Fundamentaldaten zu einer Änderung des inneren Wertes führe. Unterscheidet sich der Markt- oder Börsenpreis von diesem inneren Wert, so habe der Markt- oder Börsenpreis die Tendenz, sich in Richtung des inneren Wertes zu bewegen.
Die Theorie der Behavioral Finance liefert psychologische und soziologische Erklärungen für die zu beobachtenden Unterschiede zwischen Marktwerten und inneren Werten.
Die Strategie des Value Investing und die Anwendbarkeit der Fundamentalanalyse beruhen auf der Annahme, dass der Marktwert eines Wertpapiers sich mit einer gewissen Wahrscheinlichkeit und innerhalb eines mehr oder weniger langen Zeitraums einem inneren Wert annähert. Als Beweis für diese Hypothese werten Value-Investoren den Erfolg von Investoren wie Warren Buffett.

## Abgrenzung
Der „beizulegende Zeitwert“ (englisch Fair Value) darf nicht mit dem inneren Wert verwechselt werden, denn er ist im angelsächsischen Rechnungswesen ein Wertkonzept zur Bewertung von Vermögenswerten und Schulden (IFRS und US GAAP).